# 兵庫県道370号野上河高線
兵庫県道370号野上河高線（ひょうごけんどう370ごう のがみこうたかせん）は、兵庫県加西市から加東市に至る一般県道である。

## 概要
加西市都染町から加東市河高に至る。

### 路線データ
- 起点：加西市都染町（兵庫県道79号高砂加古川加西線）
- 終点：加東市河高（河高西ノ池交差点、兵庫県道349号市場多井田線交点）
- 総延長：4.834 km

## 地理

### 通過する自治体
- 加西市
- 加東市

### 交差する道路
| 交差する道路                 | 市町村名 | 交差する場所 | 交差する場所            |
| ---------------------------- | -------- | ------------ | ----------------------- |
| 兵庫県道79号高砂加古川加西線 | 加西市   | 都染町       | 起点                    |
| 兵庫県道349号市場多井田線    | 加東市   | 河高         | 河高西ノ池交差点 / 終点 |

### 沿線
- 青野運動公苑アオノゴルフコース
- JR西日本加古川線 社町駅（終点付近）